# Route nationale 11
Die N11 ist eine französische Nationalstraße, die 1824 zwischen der N10 südlich von Poitiers und Rochefort festgelegt wurde. Sie geht auf die Route impériale 12 zurück. Ihre Länge betrug 130,5 Kilometer. 1973 wurde sie zwischen Mauzé-sur-le-Mignon und Rochefort abgestuft und 1978 erhielt sie eine neue Führung:
- N 11 N10 – Mauzé-sur-le-Mignon
- N 22 Mauzé-sur-le-Mignon – La Rochelle

2006 wurde sie zwischen der N10 und der Einmündung der N248 südwestlich von Frontenay-Rohan-Rohan abgestuft. Die noch existierende Trasse ist als Schnellstraße ausgebaut und soll künftig zur A810 werden.

## Streckenverlauf
| Position | km   | höchste zulässige Gesamtgeschwindigkeit | Fahrbahnen | Typ                          | Abschnitt                                                            | Breitengrad | Längengrad |
| -------- | ---- | --------------------------------------- | ---------- | ---------------------------- | -------------------------------------------------------------------- | ----------- | ---------- |
| 1        | 5    | 110                                     | 2          | Teilausgebautes Dreieck      | D611_79 N248                                                         | 46.2431     | -0.5721    |
| 2        | 5    | 110                                     | 2          | Normaler Abschnitt           |                                                                      | 46.2418     | -0.5737    |
| 3        | 6    | 110                                     | 2          | Vollständige Anschlussstelle | Épannes                                                              | 46.2357     | -0.5835    |
| 4        | 7    | 110                                     | 2          | Teil-Anschlussstelle         | Épannes                                                              | 46.2273     | -0.5904    |
| 5        | 10   | 110                                     | 2          | Vollständige Anschlussstelle | Le Bourdet                                                           | 46.2212     | -0.6041    |
| 6        | 13   | 110                                     | 2          | Vollständige Anschlussstelle | Mauzé-sur-le-Mignon                                                  | 46.1997     | -0.6560    |
| 7        | 14   | 90                                      | 2 (3)*     |                              | St-Pierre-d'Amilly                                                   | 46.1880     | -0.6727    |
| 8        | 15   | 90                                      | 2 (3)*     |                              | D911 (Surgères – Rochefort)                                          | 46.1883     | -0.6782    |
| 9        | 16   | 90                                      | 2          | Teil-Anschlussstelle         | Mauzé-sur-le-Mignon ZI                                               | 46.1893     | -0.6796    |
| 10       | 17   | 110                                     | 2          | Normaler Abschnitt           |                                                                      | 46.1924     | -0.6853    |
| 11       | 21   | 110                                     | 2          | Teil-Anschlussstelle         | Alaigne                                                              | 46.2113     | -0.7500    |
| 12       | 24   | 110                                     | 2          | Teil-Anschlussstelle         | Alaigne                                                              | 46.2158     | -0.7713    |
| 13       | 26   | 110                                     | 2          | Vollständige Anschlussstelle | Courçon-Benon                                                        | 46.2215     | -0.8120    |
| 14       | 29   | 110                                     | 2          | Teil-Anschlussstelle         | Ferrières-en-Brie                                                    | 46.2238     | -0.8480    |
| 15       | 32   | 110                                     | 2          | Vollständige Anschlussstelle | Saint-Sauveur-d’Aunis                                                | 46.2266     | -0.8800    |
| 16       | 35   | 110                                     | 2          | Vollständige Anschlussstelle | Nuaillé-d’Aunis                                                      | 46.2275     | -0.9235    |
| 17       | 37   | 110                                     | 2          | Vollständige Anschlussstelle | Nuaillé-d’Aunis                                                      | 46.2267     | -0.9468    |
| 18       | 39   | 110                                     | 2          | Teil-Anschlussstelle         | Angliers                                                             | 46.2192     | -0.9724    |
| 19       | 40   | 110                                     | 2          | Vollständige Anschlussstelle | Pays de la Loire                                                     | 46.2138     | -0.9903    |
| 20       | 42   | 110                                     | 2          | Rastplätze                   |                                                                      | 46.2050     | -1.0180    |
| 21       | 43   | 110                                     | 2          | Vollständige Anschlussstelle | N 137 (Nantes)-Sainte-Soulle                                         | 46.2012     | -1.0271    |
| 22       | 45   | 110                                     | 2          | Teil-Anschlussstelle         | Dompierre-sur-Mer                                                    | 46.1967     | -1.0503    |
| 23       | 45.5 | 110                                     | 2          | Brücke                       | Canal de Marans à La Rochelle                                        | 46.1962     | -1.0538    |
| 24       | 47   | 110                                     | 2          | Teil-Anschlussstelle         | Dompierre-sur-Mer                                                    | 46.1833     | -1.0816    |
| 25       | 49   | 110                                     | 2          | Vollständige Anschlussstelle | Chagnolet                                                            | 46.1800     | -1.0930    |
| 26       | 49.5 | 90                                      | 2          | Raststätten                  |                                                                      | 46.1770     | -1.1020    |
| 27       | 50   | 90                                      | 2          | Teil-Anschlussstelle         | Einkaufszentrum Beaulieu                                             | 46.1760     | -1.1070    |
| 28       | 50.5 | 90                                      | 2          | Teil-Anschlussstelle         | Einkaufszentrum Beaulieu                                             | 46.1740     | -1.1120    |
| 29       | 51   | 70                                      | 2          | Normaler Abschnitt           |                                                                      | 46.1740     | -1.1120    |
| 30       | 51   | 70                                      | 2          | Ende der Autobahn            | N 137 (Bordeaux)-N 237 (Île de Ré) -La Rochelle (Stadt) -La Rochelle | 46.1718     | 1.1208     |